# Spilosoma nehallenia
Spilosoma nehallenia là một loài bướm đêm thuộc phân họ Arctiinae, họ Erebidae.